# Bunraku (film)
Pour plus de détails, voir Fiche technique et Distribution.
Bunraku (trad. litt. : Théâtre de marionnettes traditionnelles) ou Bunraku : Les Vengeurs au Québec est un film américain réalisé et écrit par Guy Moshe, d'après l'histoire de Boaz Davidson, sorti en avant-première en 2010 au Festival international du film de Toronto, au Canada puis au Fantastic Fest aux États-Unis.

## Synopsis
Un mystérieux cowboy amateur de poker (Josh Hartnett) arrive dans une ville au même moment qu'un voyageur japonais (Gackt), lui en quête d'un médaillon volé. Mais la ville, sous le joug de dangereux criminels et rongée par la corruption et le racket, est peu accueillante. Guidés par la sagesse du barman du saloon, ils s'allient pour mettre fin au règne de l'infâme Nicola et de ses tueurs.

## Fiche technique
- Titre original et français : Bunraku
- Titre québécois : Bunraku : Les Vengeurs
- Réalisation : Guy Moshe
- Scénario : Guy Moshe, d'après l'histoire de Boaz Davidson
- Direction artistique : Michael E. Goldman (superviseur), Adrian Curelea, Priscilla Elliott et Anca Perja
- Décors : Chris Farmer
- Costumes : Donna Zakowska
- Photographie : Juan Ruiz Anchía
- Montage : Zach Staenberg et Glenn Garland
- Musique : Terence Blanchard
- Casting : Domnica Circiumaru, Yumi Takada et Mary Vernieu
- Production : Ram Bergman, Keith Cadler, Nava Levin, Jessica Wu
  - Coproduction : Albertino Matalon, Alex McDowell, Dane Allan Smith et Matthew G. Zamias
  - Production exécutive : David Matalon et Rick Nathanson
- Sociétés de production : Snoot Entertainment, Ram Bergman Productions, Picturesque Films
- Sociétés de distribution (cinéma) : ARC Entertainment (tous médias), Indie Direct et XLrator Media
- Budget : 25 millions de dollarsUS
- Pays d'origine :  États-Unis
- Langue originale : anglais, japonais
- Format : couleur - 35 mm - 2,35:1 - son Dolby Digital
- Genre : Film d'action, d'arts martiaux
- Durée : 118 minutes
- Dates de sortie : 
  -  Canada : 11 septembre 2010 (avant-première au Festival international du film de Toronto)
  -  États-Unis : 26 septembre 2010 (avant-première au Fantastic Fest), 30 septembre 2011 (sortie nationale)
  -  France : 1er décembre 2011 (directement en DVD)[1]

Source : IMDb

## Distribution
- Josh Hartnett (VF : Damien Boisseau) : le vagabond
- Woody Harrelson (VF : Jérôme Pauwels) : le barman
- Gackt Camui (VF : lui-même) : Yoshi
- Kevin McKidd (VF : Alexis Victor) : le tueur n°2, lieutenant de Nicola
- Ron Perlman (VF : Marc Alfos) : Nicola
- Demi Moore (VF : Marie Vincent) : Alexandra
- Jordi Mollà : Valentine
- Shun Sugata (en) : oncle de Yoshi
- Emily Kaiho (VF : Sandra Parra) : Momoko, cousine de Yoshi
- Mike Patton (VF : Christian Visine) : le narrateur
- Andrei Araditz (VF : Gaël Zaks) : le croupier

 Source et légende : version française (VF) sur RS Doublage

## Production

### Tournage
Le film a été tourné à Bucarest, en Roumanie et monté dans les studios MediaPro Studios en 12 semaines.